# Мишел Йео
Мишел Йео Чу-Кхенг (на английски: Michelle Yeoh Choo-Kheng, /joʊ/ YOH; понякога Michelle Khan, на традиционен китайски: 楊紫瓊, на опростен китайски: 杨紫琼, на пинин: Yáng Zǐqióng, родена на 6 август 1962) е малайзийска актриса.

## Биография
Започва кариерата си на актриса през 80-те години на двадесети век. В ранните си филми в Хонконг тя е наричана Мишел Хан. Тя става известна през 90-те години на XX век, след като участва в поредица от хонконгски екшън филми, където изпълнява собствени каскади, като „Да, мадам“ (1985), „Великолепни воини“ (1987), Police Story 3: Supercop (1992), The Heroic Trio (1993) и Holy Weapon (1993).
По-късно тя се мести в Съединените щати, където получава допълнително признание с ролите си във филма за Джеймс Бонд „Винаги ще има утре“ (1997) и във филма за бойни изкуства на Анг Лий „Тигър и Дракон“ (2000), за който печели номинация за наградата на БАФТА за най-добра женска роля. Тя възражда кариерата си с многогодишна повтаряща се роля в Star Trek: Discovery (2017 – 2020). За ролята си на Евелин Уанг в Everything Everywhere All at Once (2022) тя получава наградата на Академията за най-добра актриса, като става първият азиатец, спечелил „Оскар“ за най-добра актриса, първият малайзиец, който печели награда на Академията в която и да е категория, и втората цветнокожа жена, спечелила наградата за най-добра актриса след Хали Бери през 2002 г.
Другите творби на Йео включват „Мемоарите на една гейша“ (2005), „Проектът Съншайн“ (2007), Reign of Assassins (2010), „Кунг-фу панда 2“ (2011), Crouching Tiger, Hidden Dragon: Sword of Destiny (2016) и The Lady (2011), където изобразява Аун Сан Су Чи. Играе поддържащи роли в романтичните комедии „Луди богаташи“ (2018) и „Последната Коледа“ (2019), както и във филмите на Киновселена на Марвел „Пазители на Галактиката: Втора част“ (2017) и „Шан-Чи и легендата за десетте пръстена“ (2021). По телевизията Йео участва и във фантастичния минисериал The Witcher: Blood Origin (2022).
Уебсайтът за рецензии на филми Rotten Tomatoes я класира като „най-великата екшън героиня на всички времена“ през 2008 г. През 1997 г. тя е избрана от „Пийпъл“ като една от „50-те най-красиви хора в света“, а през 2009 г. същото списание я включва в списъка на „35-те екранни красавици за всички времена“. През 2022 г. „Тайм“ я нарича „една от 100-те най-влиятелни хора в света“ в своя годишен списък.

## Личен живот
От 1988 до 1992 г. Мишел Йео е женена за хонконгския бизнесмен Диксън Пун. След развода им Йео остава в добри отношения с бившия си мъж и с неговата втора жена, тя е кръстница на дъщеря им.
От 2004 г. Йео е съпруга на бившия президент на ФИА Жан Тод. Живее с него в Женева, Швейцария.

## Телевизия
| Година | Заглавие             | Оригинално заглавие   | Роля                       | Бележки           |
| ------ | -------------------- | --------------------- | -------------------------- | ----------------- |
| 2025   | Стар Трек: Секция 31 | Star Trek: Section 31 | Императрица Филипа Георгиу | Телевизионен филм |